# Joseph Marie Anthony Cordeiro
Joseph Marie Anthony Cordeiro (Bombay, 19 gennaio 1918 – Karachi, 11 febbraio 1994) è stato un cardinale e arcivescovo cattolico pakistano, arcivescovo metropolita di Karachi dal 7 maggio 1958 alla morte.

## Biografia
Nacque a Bombay il 19 gennaio 1918.
Papa Paolo VI lo elevò al rango di cardinale nel concistoro del 5 marzo 1973.
Morì l'11 febbraio 1994 all'età di 76 anni.

## Genealogia episcopale e successione apostolica
La genealogia episcopale è:
- Cardinale Scipione Rebiba
- Cardinale Giulio Antonio Santori
- Cardinale Girolamo Bernerio, O.P.
- Arcivescovo Galeazzo Sanvitale
- Cardinale Ludovico Ludovisi
- Cardinale Luigi Caetani
- Cardinale Ulderico Carpegna
- Cardinale Paluzzo Paluzzi Altieri degli Albertoni
- Papa Benedetto XIII
- Papa Benedetto XIV
- Papa Clemente XIII
- Cardinale Marcantonio Colonna
- Cardinale Giacinto Sigismondo Gerdil, B.
- Cardinale Giulio Maria della Somaglia
- Cardinale Carlo Odescalchi, S.I.
- Cardinale Costantino Patrizi Naro
- Cardinale Lucido Maria Parocchi
- Papa Pio X
- Papa Benedetto XV
- Papa Pio XII
- Vescovo Francesco Benedetto Cialeo, O.P.
- Arcivescovo James Cornelius van Miltenburg, O.F.M.
- Cardinale Joseph Cordeiro

La successione apostolica è:
- Vescovo Bonaventure Patrick Paul, O.F.M. (1971)
- Vescovo John Joseph (1981)
- Vescovo Anthony Theodore Lobo (1982)